# André Auffray
André Auffray (2 de setembro de 1884 — 3 de novembro de 1953) foi um ciclista francês que participava em competições de ciclismo de pista.
Competiu pela França nos Jogos Olímpicos de Verão de 1908, realizados em Londres, Reino Unido na prova de 2 km tandem, onde foi campão e recebeu a medalha de ouro, formando par com Maurice Schillès. Conquistou bronze na corrida de 5000 metros.